# Sericania miyakei
Sericania miyakei är en skalbaggsart som beskrevs av Shuhei Nomura 1960. Sericania miyakei ingår i släktet Sericania och familjen Melolonthidae. Inga underarter finns listade i Catalogue of Life.